# Ronde pévéloise 2011
La 2e édition de la Ronde pévéloise a eu lieu le 10 juillet 2011. La course fait partie du calendrier UCI Europe Tour 2011 en catégorie 1.2. La course est remportée par Arnaud Démare (CC Nogent-sur-Oise) qui effectue le parcours en 4 h 7 min 30 s, il est suivi par Yauheni Hutarovich (FDJ) et par Denis Flahaut (Roubaix Lille Metropole).

## Classement
| Classement général | Classement général | Classement général | Classement général                 | Classement général |
|                    | Coureur            | Pays               | Équipe                             | Temps              |
| ------------------ | ------------------ | ------------------ | ---------------------------------- | ------------------ |
| 1er                | Arnaud Démare      | France             | CC Nogent-sur-Oise                 | en 4 h 7 min 30 s  |
| 2e                 | Yauheni Hutarovich | Biélorussie        | FDJ                                |                    |
| 3e                 | Denis Flahaut      | France             | Roubaix Lille Metropole            |                    |
| 4e                 | Olivier Chevalier  | Belgique           | Wallonie Bruxelles-Crédit agricole |                    |
| 5e                 | Geoffrey Soupe     | France             | FDJ                                |                    |
| 6e                 | Aurélien Passeron  | France             | Équipe nationale de France         |                    |
| 7e                 | Niels Wytinck      | Belgique           | Colba-Mercury                      |                    |
| 8e                 | Vladas Kokorevas   | Lituanie           |                                    |                    |
| 9e                 | Jérémy Morel       | France             |                                    |                    |
| 10e                | Marius Bernatonis  | Lituanie           | Atlas Personal-BMC                 |                    |
| modifier           |                    |                    |                                    |                    |